# アカヤマタケ
アカヤマタケ（赤山茸、学名: Hygrocybe conica）はヌメリガサ科アカヤマタケ属のカラフルな小型から中型のキノコ（菌類）。Hygrophorus conicus として記載されたが、のちにアカヤマタケ属に移された。和名の由来は、尖った赤色の傘から名付けられた。地方により、アカバナ、キントキ、モチダケなどの地方名でも呼ばれる。英語圏でも、とんがり帽子のような傘の見た目から、「魔女の帽子」（witch's hat）という英名がつけられている。傷ついたり老成すると黒っぽく変色する。

## 分布・生態
日本各地と全世界に分布する。北アメリカ、ヨーロッパ、アジアを始め、オーストラリアやニュージーランドでも草原や針葉樹林に分布している。現在はアカヤマタケという名で呼ばれているが、実際は近縁種の複合体であると考えられており、その中のいくつかは有毒であると考えられている。アカヤマタケはオーストラリアでも主として都市部周辺に存在するが、この種の多くの収集物にはもともと類似種の Hygrocybe astatogala の名があてがわれていた。ヨーロッパなどでは、日本のアカヤマタケの近縁のものが数種類あることがわかっている。
腐生菌（腐生性）。晩夏から中秋にかけて、人里など身近なところで見られ、森林や草地、道端、竹林、雑木林、公園の芝生、人家の庭などの地上に単生するか、少数が群生する。赤い傘を数本並べることが多く、目につきやすい。

## 形態
子実体は傘と柄からなり、オレンジ、橙黄色、黄褐色から赤色と変化に富み、とんがり屋根に似た傘を持つ。全体がロウ質で透明感があり、時間がたつにつれ色が暗くなり、傷つくと部分的に黒く変色するのが特徴である。老成すると子実体全体が黒く変色して、新鮮なときとは全く異なった姿となる。
傘の直径は1 - 4センチメートル (cm) 、あるいは3 - 7 cmとする図鑑もある。はじめは尖った円錐形で、徐々に開いてやや平らになるが、傘が開いても中央部は周辺に比べ尖っている。表面は繊維状で、しばしば細かい鱗片をつけ、特に湿っているときは粘性がある。傘下面のヒダは、柄に対してほとんど離生で、疎らに配列し、はじめ類白色から淡黄色に変わり、オレンジ色。
柄は中空で細長く、長さは5 - 10 cm、太さ0.5 - 1 cm、下部に向かってやや太くなる。柄の表面は黄色から橙色で繊維状の縦筋があり、柄も古くなると次第に黒色に変色する。指で柄に触れると黒くなりやすい。ツバやツボを欠く。肉は黄白色から橙黄色。薄くて質はもろく、手で触るとすぐに倒れてしまう。
担子胞子は、大きさ10 - 14.5 × 5 - 7.5マイクロメートル (μm) の楕円形で、平滑、非アミロイド性。胞子紋は白色。

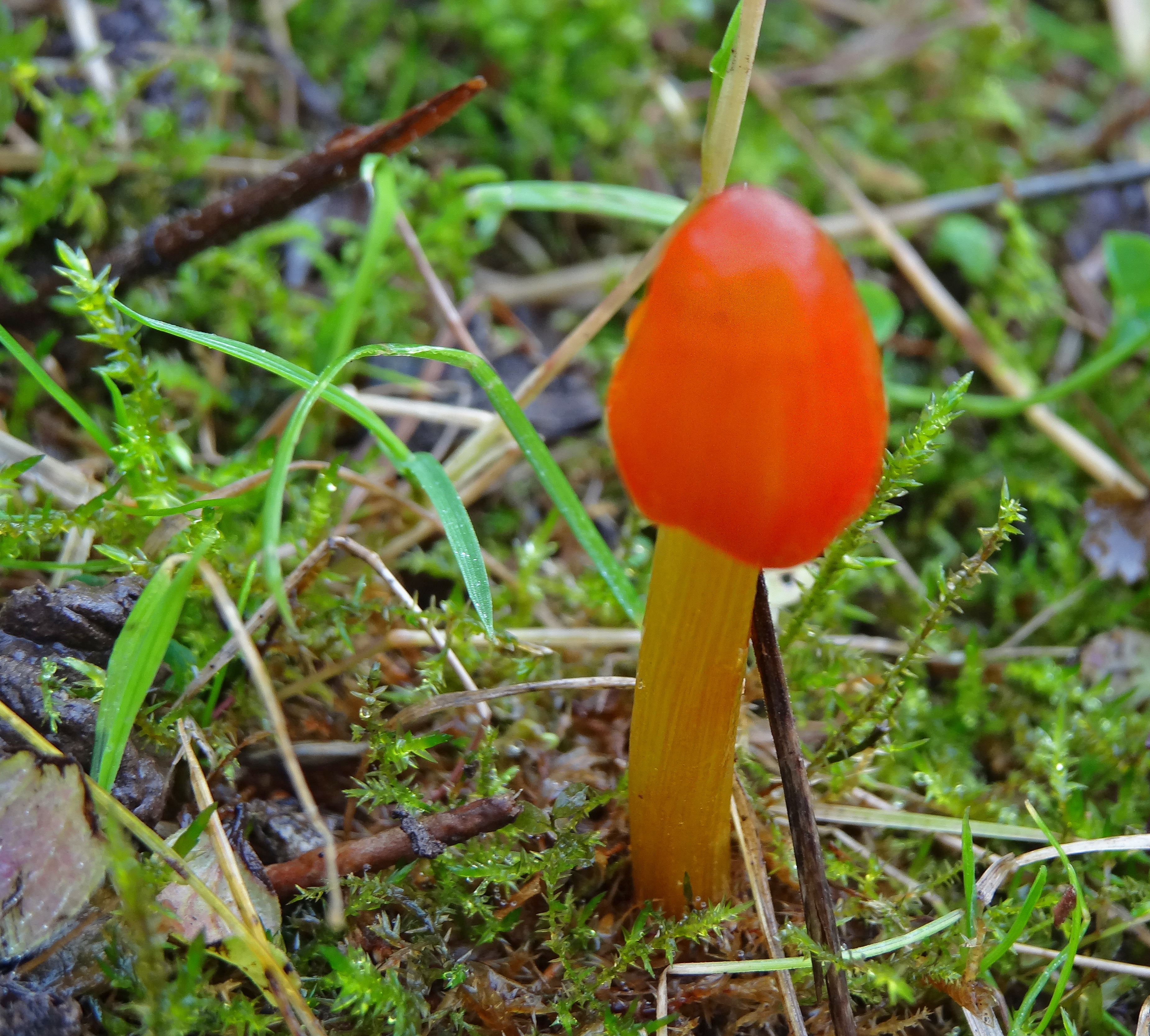
幼菌
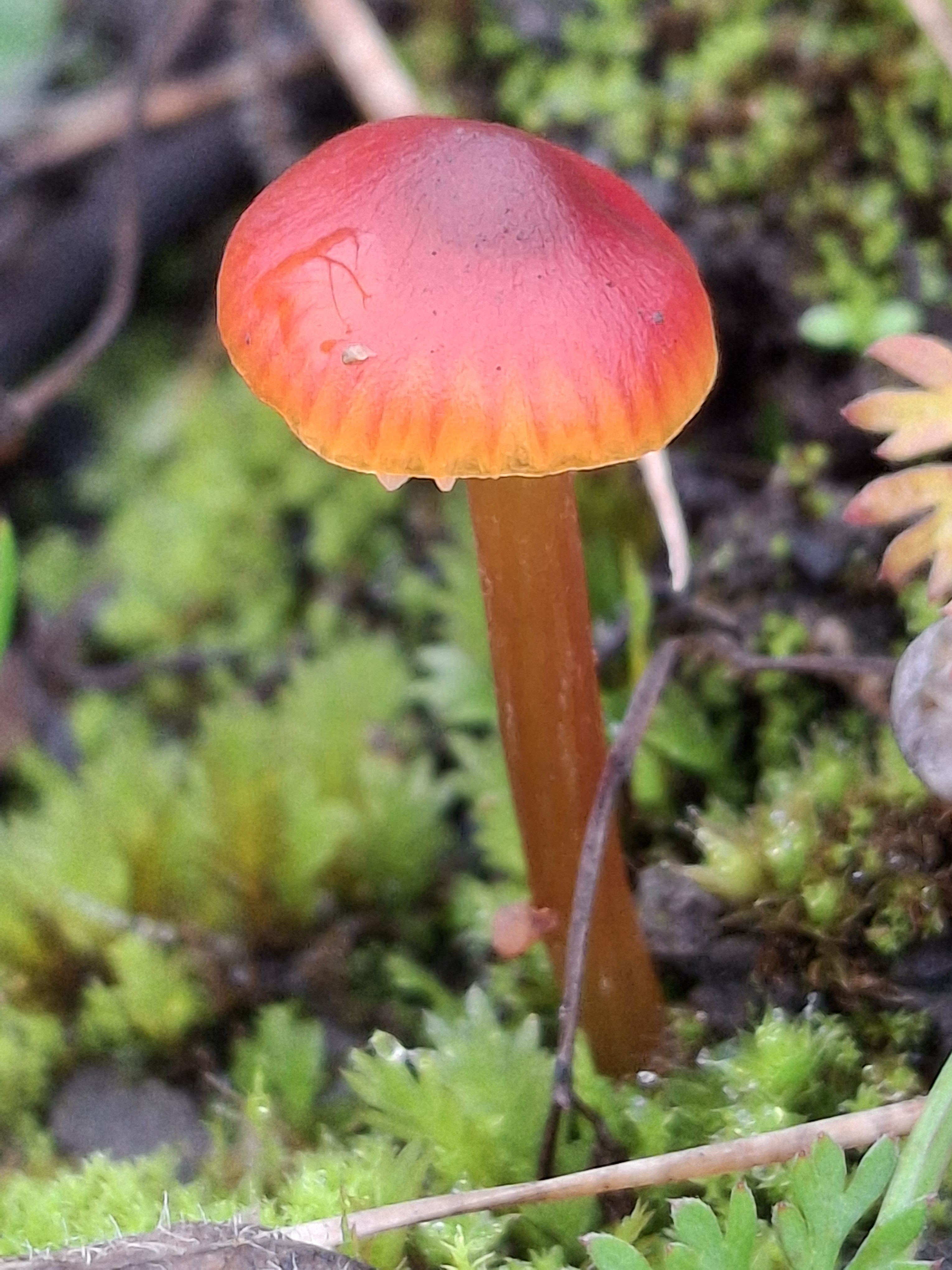
傘は湿ると粘性を示す
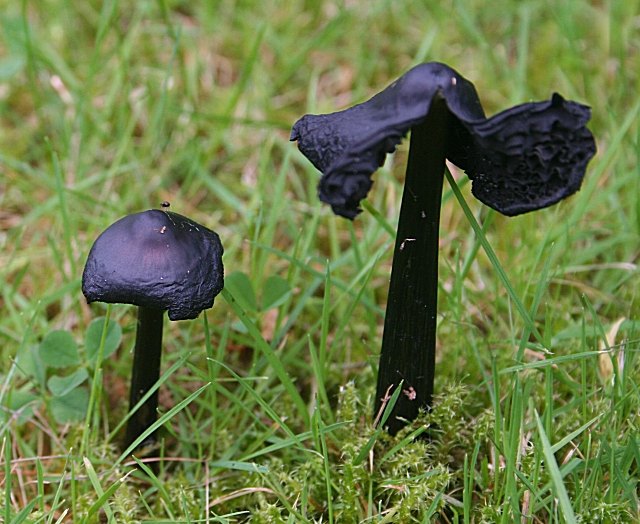
老成すると黒くなる
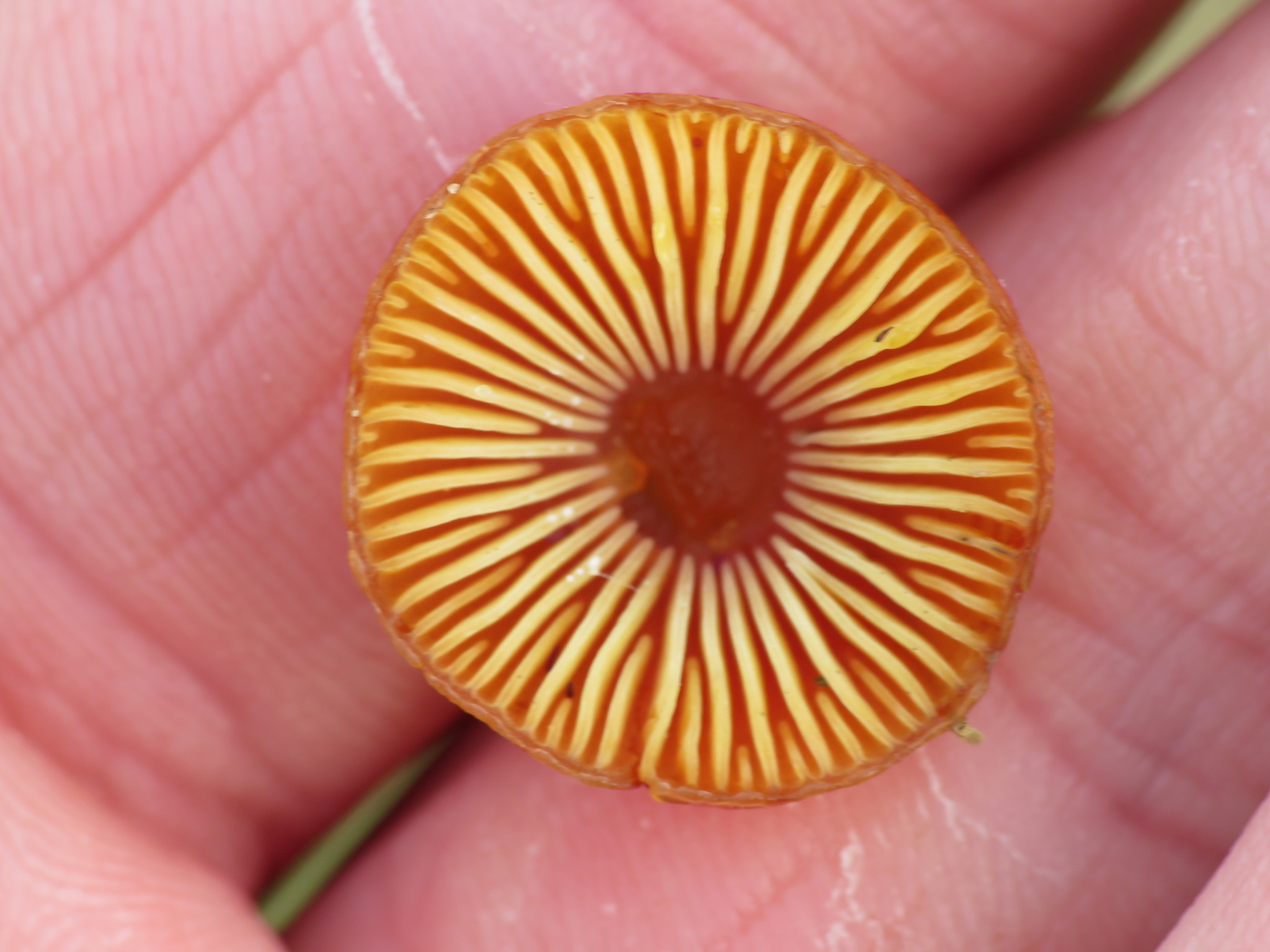
ヒダは淡黄色
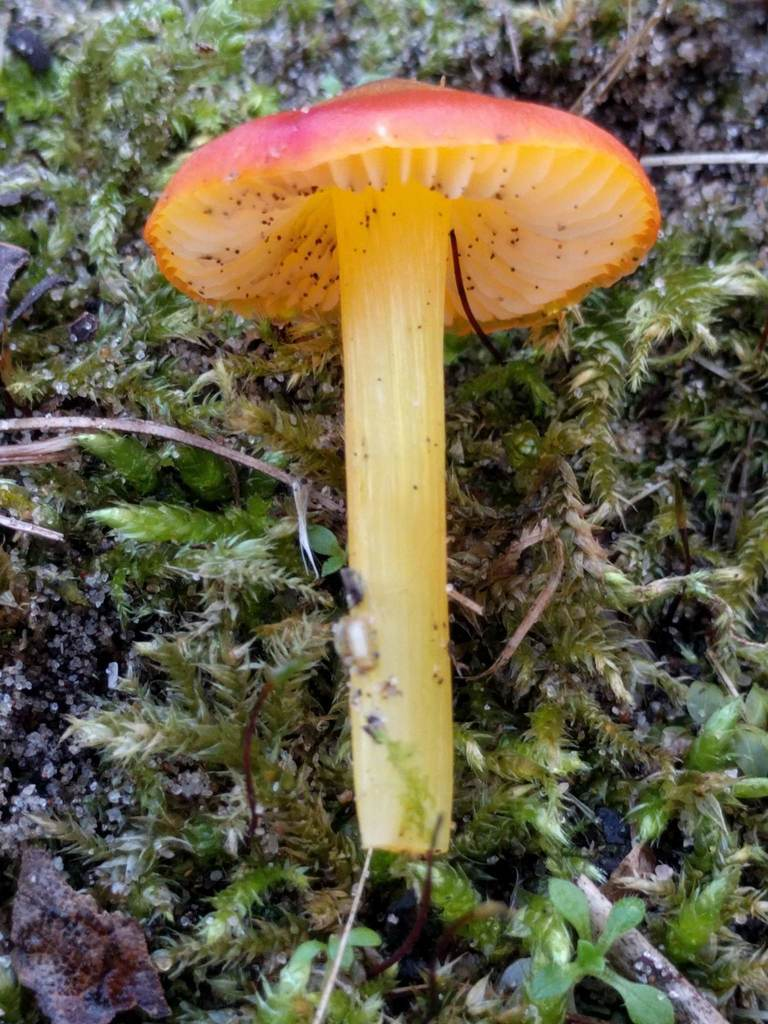
柄は繊維状の縦筋がある

## 毒性
食用すると書いてある図鑑もあるが、体質によっては胃腸系の中毒、あるいは酒酔い状態のようになる神経性の中毒症状が現れることもあるという。20世紀始めに、中国で食中毒事故が起こったことが報告されている。
現在は食毒性があるキノコとして知られるが、毒成分については不明で、その他の成分にドーパ、セコドーパ類、ムスカフラビン（色素）が含まれている。

## 似ているキノコ

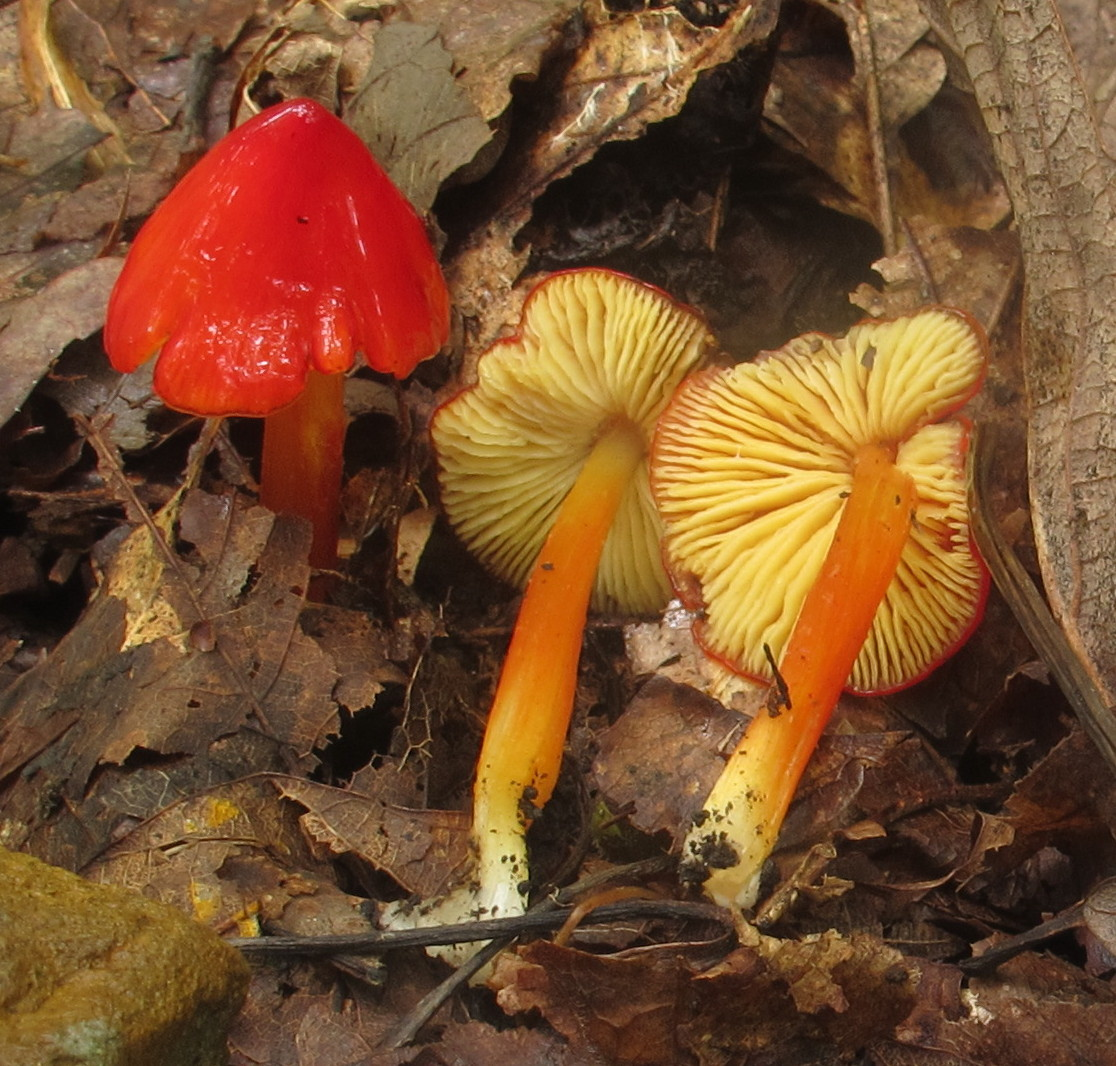
参考：トガリベニヤマタケ（Hygrocybe cuspidata）

アカヤマタケとよく似ているキノコに、日本や北アメリカに分布するトガリベニヤマタケ（Hygrocybe cuspidata）があるが、こちらは触れても黒く変色しない。
古くなると干からびて黒くなるキノコはたくさんあり、見た目は異なるがクロハツモドキ（Russula densifolia）やツチグリ（Astraeus sp.）などが知られている。